# 生發中心
生发中心（英語：Germinal center，又译生长中心）是淋巴器官包括淋巴结及脾脏中B细胞繁殖、分化以及抗体基因变异的区域。在机体发挥正常免疫功能对抗感染时，抗体在生发中心会改变它们的类别，例如从IgM变成IgG。

## 外部連結
- UIUC組織學主題 563
- Histology image: 07103loa – 波士顿大学的组织学学习系统 - "Lymphoid Tissues and Organs: lymph node, germinal centre"
- Hyperlinked Human Histology （页面存档备份，存于）
- MedEd at Loyola Histo/practical/lymph/hp12-42.html